# بدوطر رفيع
بدوطر دقيق (الاسم العلمي:Bodotria minuta) هو نوع من المفصليات يتبع جنس البدوطر من الفصيلة البدوطرية.